# 急行高千穂号事件
急行高千穂号事件（きゅうこうたかちほごうじけん）は、昭和33年（1958年）12月8日、別府発午後7時21分日豊本線上りの急行列車「高千穂」で、大長組幹部・松村武旺（本名は洪炳烈）が、三代目山口組石井組組員らに刺殺された事件。大長組と石井組の抗争の中で発生した。